# Kristine Breistøl
Kristine Breistøl (født 23. august 1993 i Oslo) er en kvindelig norsk håndboldspiller, som spiller for danske Team Esbjerg og Norges kvindehåndboldlandshold.
Hun vandt det HTH Ligaen 2018-19 og HTH Ligaen 2019-20, med Team Esbjerg.
Hun deltog under Junior-VM i håndbold 2012 i Tjekkiet, hvor Norge fik en 8. plads. Hun har i alt spillet 37 kampe og scorede 100 gange for det norske juniorlandshold.
Hun var med til at vinde OL-bronze i håndbold for Norge ved Sommer-OL 2020 i Tokyo efter sejr over Sverige med cifrene 36-19.

## Meritter med klubben
- Norske mestre:
  - Vinder: 2012/2013, 2013/2014, 2014/2015, 2015/2016
- NM Cup Kvinder:
  - Vinder: 2012, 2013, 2014, 2015